# Антонюк Валентина Геніївна
Валенти́на Ге́ніївна Антоню́к (нар. 23 вересня 1954, село Новокатеринівка Старобешівського району Сталінської, нині Донецької області) — українська співачка, поетеса, прозаїк, мистецтвознавець, вокальний педагог. Доктор культурології, автор лінгвокультурної теорії сольного співу. Мати українського композитора Валерія Юрійовича Антонюка.
Заслужена артистка України (1992). Народна артистка України (2020). Кандидат філологічних наук у галузі фольклористики (дисертація «Замовляння в мовноінтонаційній системі української народної поезії та побутовому вжитку», 1995). Доцент (1995). Доктор культурології (дисертація «Феномен української вокальної школи у контексті етнокультурологічних проблем», 2002). Професор (2011).
Член Національної спілки письменників України (1999), Національної спілки театральних діячів України (2004), Національної Всеукраїнської музичної спілки (2011). Засновник конкурсу «Солоспів» (музика в кіно) Київського міжнародного фестивалю документальних фільмів «Кінолітопис». Нагороджена вищою відзнакою КМФДФ «Кінолітопис»: орденом «Маестро» (2009), медаллю НСПУ "Почесна відзнака" (2019) та вищою почесною відзнакою НМАУ імені П. І. Чайковського: орденом «За видатні досягнення у музичному мистецтві» (2019, — до 25-річчя викладацької роботи у вищій школі України).

## Біографія
Закінчила Корсунь-Шевченківську ДМШ імені К. Г. Стеценка (1966—1969) й Київське музичне училище як піаністка в Ірини Кандиби (1969—1973) та Київську консерваторію (1975 — 1980) як вокалістка, у класі професора Миколи Кондратюка (сольний спів) та Зої Ліхтман (камерний спів).
У 1981 — 1993 — солістка Миколаївської філармонії, з 1982 — на гастрольному плані гастрольної організації «Укрконцерт».
У 1993 — 1996 — на педагогічній роботі в Київському національному університеті культури та мистецтв (м. Київ).
У 1996 — 1999 — докторант НМАУ, з 1997 — на кафедрі сольного співу НМАУ: викладає сольний, камерний спів та комплекс вокально-теоретичних дисциплін; з 2017 — зав. кафедри камерного співу НМАУ.

## Творчість
Виступи на концертних сценах України та зарубіжжя з моновиставами: «Зачаровані казкою», «Маруся Чурай» (за однойменним романом у віршах Ліни Костенко), «Роксолана», «Чайка з-над Лиману», «Шевченкіана» й сольними програмами у супроводі фортепіано й органу, з колективами народних інструментів, камерними та симфонічними оркестрами. Участь у міжнародних фестивалях сучасної музики «Київ-Мюзікфест», «Музичні прем'єри сезону», «Форум музики молодих». В репертуарі — вокальні твори Григорія Сковороди, Семена Гулака-Артемовського, Миколи Лисенка, Чеслава Заремби, Левка Ревуцького, Кирила Стеценка, Якова Степового, Дениса Січинського, Василя Барвінського, Віктора Косенка, Віталія Кирейка, Левка Колодуба, Валерія Антонюка, Юрія Алжнєва, Олега Наконечного, Тетяни Ярової, Михайла Глінки, Петра Чайковського, Модеста Мусоргського, Сергія Рахманінова, Валерія Гавриліна, Георгія Свиридова, Джованні Бонончині, Джузеппе Верді, Антоніо Вівальді, Джуліо Каччині, Бенедетто Марчелло, Нікколо Піччіні, Джакомо Пуччині, Георга Фрідріха Генделя, Вольфганга Амадея Моцарта, Роберта Шумана, Франца Шуберта, Едварда Гріга, Ернеста Шоссона.
Записала на фонди УР солоспіви «Отче наш» Володимира Дубинського, «Чумарочка рябесенька» з Оркестром народних інструментів Національної телерадіокомпанії України (диригент — Андрій Бобир, 1991); «Кантату для сопрано та симфонічного оркестру на слова Ф.-Г. Лорки в перекладі Миколи Лукаша», «Чотири вірші Василя Стуса для сопрано та симфонічного оркестру», «Кантату для сопрано та симфонічного оркестру на слова О. С. Пушкіна» композитора Валерія Антонюка у супроводі Заслуженого академічного симфонічного оркестру Національної телерадіокомпанії України (диригенти — Вікторія Жадько (2005, 2007) та Володимир Шейко, 2010); «Десять українських пісень з Полтавщини» в обробці для голосу і фортепіано Віталія Кирейка (у супроводі Ірини Шестеренко, 2009).
Авторка понад 200 науково-теоретичних праць, в яких розробила наукову концепцію феномена української вокальної школи, лінгвокультурну теорію та фонопсихолінгвістичну методику навчання сольного співу.  Основні видання Антонюк В. Г.:
- Звукове мовлення в народно-побутовому вжиткові українців: навчальний посібник (Київ, 1996);
- Традиції української вокальної школи. Микола Кондратюк: наукове дослідження (Київ, 1998);
- Орфоепія в художньому співі: наукове дослідження" (Київ, 1999);
- Пісенно-фольклорні витоки українського вокального мистецтва: наукове дослідження (Київ, 1999);
- Синергетика у вокальній педагогіці та виконавстві // Науковий вісник НМАУ ім. П. І. Чайковського. Вип. 3 (Київ, 1999);
- Українська вокальна школа: етнокультурологічний аспект: монографія (Київ, 1999; 2-ге вид. Київ, 2001);
- Постановка голосу: навчальний посібник з грифом Міністерства культури і мистецтв України «Для студентів музичних внз» (Київ, 2000);
- У колі традицій українського вокального мистецтва: Фемій Мустафаєв // Вісник ДАКККіМ. № 3 (Київ, 2000);
- Виховати зірку (До 60-річчя творчо-педагогічної діяльності З. Ю. Ліхтман)// Трибуна. № 5/6 (Київ, 2001);
- Український традиційний спів як культурний феномен // Наукові записки Тернопільського педуніверситету ім. В. Гнатюка. — Вип. 1 (6) (Тернопіль, 2001);
- Етнологічні градації навчання співу // Культура і сучасність. № 1 (Київ, 2002);
- Музика у Київському університеті // Культура і сучасність. № 2 (Київ, 2003);
- Вокальність у творчості Тараса Шевченка // Матеріали IV-го Міжнародного семінару «Шевченківський Петербург» (Санкт-Петербург, 2004);
- Творчість Лілії Лобанової у контексті розвитку українського оперного виконавства // Музикознавчі записки. № 2 (6) (Київ, 2004);
- Уявімо його поміж нас // Тарас Шевченко моєму житті: розповіді, статті, нариси [упоряд. О. Шарварок; наук. ред. М. Шудря]. (Київ: Фенікс, 2004);
- Школа сольного співу НМАУ ім. П. І. Чайковського // Академія музичної еліти України: Історія та сучасність (До 90-річчя НМАУ ім. П. І. Чайковського) Київ, 2004);
- Професійна діяльність вокалістів як мотиваційний процес // Мистецтвознавчі записки. № 2 (8) (Київ, 2005.
- Історична роль українських співаків у формуванні російської вокальної школи (XVII—XVIII ст.) // Матеріали V-го Міжнародного семінару «Шевченківський Петербург» (Санкт-Петербург, 2006);
- Вокальна педагогіка (сольний спів): підручник з грифом МОН України «Для студентів музичних внз» (Київ, 2007; 2012; 2017);
- Культурологічний зміст українського вокального мистецтва // Часопис Національної музичної акадамії України імені П. І. Чайковського. № 1 (1) (Київ, 2008);
- Історія української художньої культури (Київ, 2009) ;
- Лінгвокультурний концепт «вокальна педагогіка» // Часопис НМАУ ім. П. І. Чайковського.  № 1 (2) (Київ, 2009);
- Навчання іноземців сольного співу як діалог культур // Українське музикознавство: науково-методичний збірник НМАУ імені П. І.  Чайковського. Вип. 36 (Київ, 2010);
- Оперна Лесіана Віталія Кирейка. Музикознавчі студії ІМ ВНПУ ім. Л. Українки та НМАУ ім. П. І. Чайковського. Серія : Мистецтво. Вип. 7. (Луцьк, 2011).
- Люби, Боже, правду (Про «Словник співаків України» Івана Лисенка і не тільки) // Слово Просвіти, №  37 (Київ, 2011) Інтернет-ресурс slovoprosvity.org
- Педагогічний подвиг професора, народного артиста СРСР М. К. Кондратюка (1931—2006) (Київ, 2011) Інтернет-ресурс www.pedtvor.npu.edu.ua
- «Cantare con poco fiato» в теорії співу М. Гарсії та сучасних дослідженнях // Українське музикознавство. Вип. 37 (Київ, 2011)
- Розмисли після святкування 85-річчя композитора Віталія Кирейка // Слово Просвіти, №  6 (Київ, 2012) Інтернет-ресурс slovoprosvity.org
- Кафедра сольного співу // НМАУ імені П. І. Чайковського — 100 років [монографія за науковою ред. В. І. Рожка]. К. : Музична Україна (Київ, 2013);
- Світ жіночих образів опери М. Лисенка «Тарас Бульба» за однойменною повістю М. Гоголя // Українське музикознавство. Вип. 38 (Київ, 2013);
- Фольклорні джерела фахового тезаурусу вокалістів // Література, фольклор, проблеми поетики. № 37. Ч. 1 (Київ, 2013);
- Болеслав Леопольдович Яворський: грані особистості // Науковий вісник НМАУ імені П. І. Чайковського. Вип. 113 : Композитори і музикознавці Київської консерваторії у 1929-41 рр. (Київ, 2015);
- Антонюк В. Г., Шестеренко І. В. Портрет композитора в інтер'єрі часу: Віталій Кирейко // Часопис НМАУ ім. П. І. Чайковського. № 2 (31) (Київ, 2016);
- Нездійснена мрія Євгенії Семенівни Мірошниченко // Часопис НМАУ імені П. І. Чайковського. № 4 (33) (Київ, 2016);
- Вокалісти Національної музичної академії України імені П. І. Чайковського — дослідники феномену української вокальної школи. Науковий вісник НМАУ ім. П. І. Чайковського. Вип. 114 : Композитори і музикознавці Київської консерваторії у 1941–2010-х роках: збірник статей (Київ, 2016);
- Олена Муравйова — професор Музично-драматичної школи Миколи Лисенка // Часопис НМАУ імені П. І. Чайковського. №  2 (35) (Київ, 2017);
- Вокальний ейдос Ф. Шопена // Матеріали Міжнародного наукового симпозіуму «Україна — Польща: діалог культур». НМАУ імені П. І. Чайковського (Київ, 2018);
- Вокальна лірика Віктора Косенка та формування української школи камерного співу // Науковий вісник Національної музичної академії України імені П. І. Чайковського. Вип. 115: Доля митця в реаліях культурно-історичних процесів першої половини ХХ століття: збірник статей. Книга перша (Київ, 2016);
- Третє видання підручника «Вокальна педагогіка (сольний спів)» // Музика. № 6 (Київ, 2018);
- Видатний педагог-концертмейстер класу камерного співу Зоя Юхимівна Ліхтман // Часопис НМАУ. № 1 (42) (Київ, 2019);
- Мій учитель — Микола Кіндратович Кондратюк (до 90-річчя від дня народження) // Музика: Український інтернет-журнал (Київ, 5 травня 2021);
- Синергетика та вокальний зміст теорії Б. Л. Яворського // Література та культура Полісся. Ніжин, 2021. Вип. 103. № 18;
- У сузір’ї корифеїв українського бельканто: Микола Кондратюк // Ювілейна палітра-2021. Зб. статей СДПУ імені А. С. Макаренка (Суми, 2022);
- Аспекти етнокультурного діалогу вокалістів // Слобожанські мистецькі студії. Випуск 3 (Суми, 2023);
- Кафедра камерного співу – спадкоємиця традицій вокальної школи Київської консерваторії // Музика. Український інтернет-журнал (Київ, 12 квітня 2023);
- Образ ностальгічної вокальності у духовній спадщині Тараса Шевченка // Музика. Український інтернет-журнал (Київ, 13 листопада 2023);
- Галерея жіночих образів опери М. В. Лисенка «Тарас Бульба» за історичною повістю М. В. Гоголя // Література та культура Полісся : збірник наукових праць НДУ ім. М. Гоголя. Випуск 110. Серія «Філологічні науки». № 24 (Ніжин, 2024);
- V. G. Antonyuk, O. L. Kumanovska, A. O. Sheyko. "Eight poems by Taras Shevchenko for mixed choir a cappella" by Valeriy Antonyuk. Vocal and choral art and education: historical research, performance concepts, modern trends : Scientific monograph. Riga, Latvia : "Baltija Publishing", 2024;
- Валентина Антонюк. Поетика співу / Антонюк В. Г. : монографія (Київ, 2025).

Автор збірок поезій:
- Чистий четвер (Київ, 1996),
- Батьківські Луки (Київ, 1996),
- Колискова для тебе (Київ, 1998),
- Листи з весни (вибрані поезії) (Київ-Харків : Майдан, 2024),

Автор книжок нарисів:
- «Голос горлиці» (Київ, 1996).
- «Згадуючи батька» (Київ : Світлиця, 2009).

Авторські проекти на УР: «Іду до вас…», «Слово і пісня», виступи в наукових програмах УТ-1 «Альфа і омега», «Свічадо» (1989—1993), присвячені феномену цілющого співу.
Виступи в прямому ефірі радіоканалів «Молода гвардія», «Ярославів вал», «Культура» (1989—2010).
Музичні телефільми: «Звучить старовинний романс», «Коли душа співає» (звукооператор Віктор Гранішевський, реж. Юрій Трегубов, Миколаївське обласне телебачення, 1986, 1988), «Лікарю, де твої чари?» (реж. Сергій Тишковець, КТР, 1992), «Відома-невідома Валентина Антонюк» (реж. Катерина Таран, оператор Олександр Таран ТРК, 2009). CD «Валентина Антонюк (сопрано)» (2008), CD «Валерій Антонюк» (2012); CD «Valeriy Antonyuk. Symphonies and other works. Vol. 1. Valentina Antonyuk. Soprano». Da Vinci Classics. DDD Designed in Japan, Printed in EU (2018).
Перше виконання:
- Тетяна Ярова, вокальний цикл «Земле рідна» для голосу й ф-но на сл. Валерія Бойченка (1986);
- Віталій Кирейко, вокальний цикл «Осінній ранок» на слова й переклади Марії Губко (1998); «Дайте крила мені» на сл. Валентини Антонюк (2004); «Романси на слова Петра Перебийноса» (2007).
- Левко Колодуб, вокальний цикл «Бентежність» на сл. Валентини Антонюк для сопрано й камерного оркестру (2006);
- Олег Наконечний, «Вокальний триптих на вірші сучасних українських поетів» для сопрано та фортепіанного квінтету (2007);
- Юрій Алжнєв, «Суголосся» на сл. Б. Олійника для сопрано та оркестру народних інструментів (2009);
- Валерій Антонюк, «Дев'ять солоспівів на вірші японських поетів у перекладі Миколи Лукаша» (2002), вокальний цикл «Теплі пісні на слова Валентини Антонюк» (2004); «Кантата для сопрано та симфонічного оркестру на вірші Ф.-Г. Лорки у перекладі Миколи Лукаша» (2005); «Вокальний триптих на вірші Василя Стуса для сопрано та симфонічного оркестру» (2006); «Чотири вірші Василя Стуса для сопрано та симфонічного оркестру» (2007); «Кантата на вірші О.Пушкіна для сопрано та симфонічного оркестру» (2010); «Кантата на вірші Ф.-Г. Лорки для сопрано та симфонічного оркестру (2 ред., мовою оригіналу)» (2011) композитора Валерія Юрійовича Антонюка.

Авторські проекти: «Антологія українського солоспіву» «Вокальна Шевченкіана Валентини Антонюк» (цикли монографічних концертних програм); «Актуальні проблеми вокальної педагогіки та виконавства», «Мистецькі родини» (міжнародні науково-практичні конференції); «Конкурс „Солоспів“ Київського Міжнародного Фестивалю „Кінолітопис“».
Концерти-майстеркласи з учнями, серед яких – лауреати міжнародних конкурсів, викладачі НМАУ Валерія Туліс (заслужена артистка України, солістка Київського Національного театру музичної комедії та Оперної студії НМАУ ім. П. І. Чайковського), Дар'я Литовченко (солістка Львівського Національного Академічного театру опери та балету й Київського муніципального музичного театру для дітей та юнацтва), Катерина Єрошкіна, Тетяна Бондарь, Інна Ярема (солістки Оперної студії, викладачі НМАУ імені П. І. Чайковського), Анастасія Хілько (солістка ансамблю «Благовість»), Таня Радостєва (естрадна співачка, лауреат ІІ премії Фестивалю «Червона Рута-2011») (Україна); Любов Макуха (солістка Новгородської державної філармонії, РФ), Ло Янь (солістка та директор Оперного театру, м. Ухань), Лю Жань (викладач Пекінської консерваторії), кандидат мистецтвознавства Хоу Цзянь (викладач Пекінської військової консерваторії), Вей Цянь, Дін Чжунцюнь, Ся Цзінь, Хань Сяоянь, Ху Фан, Чжан Венцзе (викладачі музичних вишів КНР); Вей Лімін (директор українсько-китайського центру розвитку культури та освіти, кандидат педагогічних наук, старший викладач кафедри теорії та методики музичної освіти, хорового співу і диригування факультету мистецтв національного педагогічного університету імені М. П. Драгоманова).
«Валентина Геніївна Антонюк — одна з найцікавіших постатей у нинішньому українському культурному пейзажі. Співачка. Письменниця. Педагог. Науковець. У наш час жорсткого поділу праці, а особливо — інтелектуальної та артистичної, таке розмаїття занять аж подивовує. А особливо подивовує те, що все, роблене-виконуване пані Валентиною, напрочуд кваліфіковане. Відповідає усім вимогам того чи того цеху, де з'являється ця діячка нашої культури. Йдеться не про обдарованість артистки, навчительки та теоретика-культуролога Валентини Антонюк. Обдарованість — очевидна-безперечна. Але йдеться також і про взагалі-то рідкісну у наш нелегкий час відповідальність людини, митця і громадянина перед цим часом, перед українською культурою в ньому.
Усе, що робить Валентина Антонюк — то очевидна культурна цілісність. У різних жанрах культури вона висвітлює найкраще і найглибше, що є в усій сумі цієї культури. Передовсім — це український солоспів, який напевне є чи не найсильнішою маніфестацією національної самоідентичності. Блискуча співачка, Валентина Антонюк ось уже котре десятиріччя нагадує нашому і зарубіжному слухачеві весь історичний, естетичний, акустичний спектр українського солоспіву, що в ньому — як і в національній літературній класиці — зібралося все найкраще, нагромаджене в національній культурі. Валентина Антонюк вочевидь — один із найповажніших і найуспішніших ратаїв цієї абсолютної для нас із вами української спадщини. І — один із найбільш помічених масовим і не тільки слухачем. ЗМІ. Музичною та іншою критикою. В Україні й поза її межами. По-своєму колосальний благодійний проект співачки „Антологія українського солоспіву“ — свого роду співуча музична енциклопедія цієї ділянки нашої культури.
Характерно і навіть зворушливо, що артистка не зупиняється у цьому цехові своїх знань і звідти переходить до висококваліфікованого теоретизування у відповідній галузі. Численні її праці, — як статті, так і монографії, де, у режимі доброї інтелектуальної культури, розгянуто численні, суто спеціальні виміри, широко кажучи, українського звучання… Роботи такого типу відразу і вдячно сприймаються у студентському середовищі. Та ще й у такому специфічному, як те середовище, яке готує себе до артистичної діяльності. Заслужена артистка України Валентина Антонюк — знана співачка, активний теоретик-музиколог, ще й визнаний практик-педагог у художньому середовищі. Її учні вповні оцінили її педагогічні зусилля, бо вже й самих цих учнів уповні оцінила музична громадськість. Тут і за межами України».